# 진주 류시 부부묘 석물
진주 류시 부부묘 석물(晉州 柳蒔 夫婦墓 石物)은 대한민국 경상남도 진주시 수곡면 대천리에 있는 석물이다. 2019년 6월 27일 경상남도의 유형문화재 제646호로 지정되었다.

## 지정 사유
「진주 류시 부부묘 석물」은 영해부사 재직 중 별세한 류시(柳蒔)와 부인인 진양하씨(晉陽河氏)의 묘에 조성되어 있는 석물들이다.
묘비와 상석, 석인상으로 구성되어 있으며 부부의 몰년(沒年)인 1471년과 1488년에 각각 조성된 석물들로서 제작연대가 분명하고 경상도지역의 묘제연구에 좋은 자료이므로 “경상남도 유형문화재”로 지정한다.

## 참고 문헌
- 진주 류시 부부묘 석물 - 국가유산청 국가유산포털